# Brachyramphus brevirostris
L'urietta di Kittliz (Brachyramphus brevirostris, Vigors 1829) è un raro uccello marino della famiglia degli alcidi.

## Sistematica
Brachyramphus brevirostris non ha sottospecie, è monotipico.

## Distribuzione e habitat
Questo uccello vive nel Mare dei Chukci e nel Mare di Bering, sia sul lato russo che su quello statunitense. Raramente si spinge più a sud fino a toccare le coste canadesi e quelle giapponesi dell'isola di Hokkaidō. È un uccello a elevatissimo rischio di estinzione